# Дендерлеу
Дендерлеу (нидерл. Denderleeuw) — коммуна в Бельгии, в провинции Восточная Фландрия. Состоит из трёх населённых пунктов: собственно посёлка Дендерлеу и небольших посёлков Идергем и Велле (оба вошли в состав коммуны в 1977 году). Коммуна лежит на левом берегу реки Дендер. Общее население коммуны — 17.456 (01/07/2006), общая площадь коммуны — 13,77 км².
У жителей посёлка есть прозвище Schiptrekkers (бурлаки), так как прежде эта профессия была распространена среди жителей посёлка.

## Название
По легенде раньше в районе Дендерлеу жил лев, нападавший на людей (leeuw значит лев). Совладать с ним смог только святой Амандус (креститель Фландрии). Он же построил на этом месте первую часовню.

## История
Поселения людей в районе Дендерлеу возникли ещё во время каменного века.
В конце XII века Дендерлеу и Лидеркерке принадлежали одному господину. Зависимость двух посёлков друг от друга сохранялась и позднее. В конце Средних веков и начале Нового времени Дендерлеу и Лидеркерке имели общее муниципальное правительство, состоявшее из семи членов (четырёх из Дендерлеу и трёх из Лидеркерке). Однако главным из посёлков был именно Дендерлеу, так как главой (бургомистром) общего муниципального правительства всегда был представитель Дендерлеу.
После завоевания Бельгии Францией в ходе Наполеоновких войн старое административно-территориальное деление было ликвидировано. Территория нынешней Бельгии была включена в состав Франции и поделена на департаменты. Граница двух из них прошла по Дандеру между Дендерлеу и Лидеркерке, и с тех пор эти два посёлка стали полностью независимыми друг от друга.
В 1977 году в ходе укрупнения коммун к коммуне Дендерлеу (которая до этого состояла из одного посёлка) вошли посёлки Идергем и Велле.

## География
Дендерлеув расположен на границе провинций Восточная Фландрия и Фламандский Брабант. Граница проходит по реке Дендер, на левом берегу которой лежит посёлок Дендерлеу (на правом берегу расположен барбантский посёлок Лидеркерке.
Посёлок Иддергем расположен к юго-западу от посёлка Дендерлеу, посёлок Велле — к северо-западу от посёлка Дендерлеу.

## Транспорт
Дендерлеу — важный узел железных дорог с крупной железнодорожной станцией. Через станцию Дендерлеу проходят железнодорожные линии Дендерлеу — Кортрейк (№ 89), Брюссель — Гент (№ 50), Брюссель — Гент — Остенде (№ 50А) и Жюбис — АТ — Дендерлеу (№ 90).
Также своя железнодорожная станция имеется в посёлке Велле (железнодорожная линия № 89).
Главная автодорога, проходящая через Дендерлеу — Нинове — Алст (автодорога № 50).
В Дендерлеу имеются причалы на реке Дендер. Через Дендер в Дендерлеу перекинуто пять мостов, один железнодорожный и четыре автомобильных.

## Достопримечательности
Церковь Св. Амандуса (XIII век)